# John Healy
Pour les articles homonymes, voir Healy (homonymie).
John Healy est un écrivain et ancien joueur d'échecs britannique né en 1943 à Londres.

## Biographie

### Jeunesse et vie personnelle
John Healy nait à Londres en 1942 de parents immigrés irlandais dans le quartier de Kentish Town à Londres. Quittant l'école à l'âge de 14 ans, il passe une partie de sa jeunesse à l'armée où il poursuivra une carrière de boxeur amateur. Renvoyé pour ivresse, insubordination et absence sans permission, Healy tombe alors dans une spirale négative, il se retrouve sans domicile fixe et sombre peu à peu dans l'alcoolisme. Pendant cette période qui durera quinze ans, il sera reconnu coupable de nombreux délits mineurs.

### Joueur d'échecs
Au cours d'un de ses séjours en prison, il apprend à jouer aux échecs grâce à un compagnon de cellule, Harry « The Fox ». Constatant qu'il a une aptitude particulière pour ce jeu, il décide d'arrêter de boire et, avec l'aide de son agent de probation Clive Soley (aujourd'hui Clive Soley, Baron Soley), il réussit à retrouver une vie normale. Il est resté sobre depuis cette période.
Sa carrière de joueur d'échecs se poursuit pendant dix ans et, malgré les ravages de ses années passées dans la rue, il devient un joueur très apprécié, capable de jouer quatre parties simultanément à l'aveugle.
En 2010, son livre Coffeehouse Chess Tactics est publié par la maison d'édition d'échecs New in Chess, et a été sélectionné pour le Guardian Chess Book of the Year.

### The Grass Arena
Ayant renoncé à son ambition de devenir grand maître international, Healy se retire des tournois d'échecs et commence à écrire sa biographie, qui est publiée en 1988 par Faber and Faber. The Grass Arena est immédiatement reconnu comme un classique du genre et a remporté de nombreux prix, dont le prix JR-Ackerley. 

## Film
En 1990, l'autobiographie de Healy a été adaptée en un film, The Grass Arena, qui a remporté de nombreux prix internationaux majeurs, dont le premier prix Michael-Powell du meilleur long métrage britannique au Festival du film d'Édimbourg,.
Un documentaire sur la vie et l'œuvre de Healy, intitulé Barbaric Genius, réalisé par Paul Duane et produit par Screenworks Film and TV, a été présenté en avant-première au Jameson Dublin International Film Festival en 2011. Il a été nommé pour le Grierson Documentary Award 2012.

## Publications
- The Grass Arena: An Autobiography, publié par Faber & Faber (1988) (ISBN 978-0-571-15170-7)
- Streets Above Us, édité par Macmillan (1990) (ISBN 978-0-333-52349-0)
- Coffeehouse Chess Tactics, publié par New In Chess (2010) (ISBN 978-9-056-91328-1)
- The Metal Mountain, édité par Etruscan Books (2019) (ISBN 978-1-901538-89-2)